# Gooding (Idaho)
Gooding város az USA Idaho államában, Gooding megyében, melynek megyeszékhelye is. Lakosainak száma 3707 fő (2020. április 1.).

## Népesség
A település népességének változása:
| Lakosok száma | 1444 | 3567 | 3707 |
|               | 1910 | 2010 | 2020 |